# Studebaker Light Four

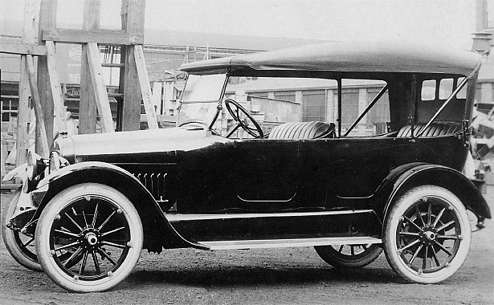
Studebaker Light Four Tourenwagen (1919)

Der Studebaker Light Four war ein PKW, den die Studebaker Corporation in South Bend (Indiana) in den Modelljahren 1918 und 1919 herstellte. Der Wagen wurde offiziell als Model SH Series 19 bezeichnet und es gab ihn als Tourenwagen, Limousine und Roadster.
Der Light Four hatte einen Radstand von 2.845 mm und wurde von einem Vierzylinder-Reihenmotor mit 3.146 cm³ Hubraum (Bohrung × Hub = 88,9 mm × 127 mm) angetrieben, der 40 bhp (29 kW) bei 2.000/min entwickelte. Die Motorkraft wurde über eine Lederkonuskupplung und ein Dreiganggetriebe mit Schalthebel in der Wagenmitte an die Hinterräder weitergeleitet. Die Fußbremse wirkte auf Außenbandbremsen an den Hinterrädern.
1920 ließ Studebaker den Light Four auslaufen und stellte fortan nur noch Sechszylinderwagen her.
Wegen seiner geringen Produktionszahlen gilt der Light Four bei Studebaker-Sammlern als seltenes Modell seiner Zeit.